# Убиецът Джо
„Убиецът Джо“ (на английски: Killer Joe) е американски филм от 2011 г. на режисьора Уилям Фридкин. Участват Матю Макконъхи, Емил Хърш, Джина Гершон и други.

## Сюжет
22-годишният дилър на наркотици Крис (Хърш) има сериозни проблеми и спешно му трябват шест хиляди долара или ще бъде убит. Отчаяният Крис и сестра му Доти решават да убият майка си, след като разбират че застраховката ѝ е на стойност 50 000 долара. За целта те се обръщат към поръчковия убиец Killer Joe (Макконъхи).

## В ролите
| Изпълнител        | Роля            |
| ----------------- | --------------- |
| Матю Макконъхи    | Килър Джо Купър |
| Емил Хърш         | Крис Смит       |
| Джуно Темпъл      | Доти Смит       |
| Томас Хейдън Чърч | Ансел Смит      |
| Джина Гершон      | Шарла Смит      |
| Марк Макалей      | Дигър Соумс     |